# Badovacké jezero
Badovacké jezero (albánsky Liqeni i Badovcit, srbsky Бадовачко језеро/Badovačko jezero), známé též jako Gračanické jezero se nachází na východě Kosova, v blízkosti města Gračanica.
Jedná se o umělé jezero, které vzniklo v letech 1963 – 1966 přehrazením řeky Gračanka dva kilometry východně od obce Gračanica. Výstavba nádrže si vyžádala zaplavení vesnice Novo Selo včetně historického kostela. Hráz má výšku 52 m a široká je 246 m. Jezero mělo za cíl zajistit zásobování rychle rostoucí kosovské regionální metropole Prištiny vodou. Při plném stavu vody má jezero délku 3,5 km, je široké 500 m a hluboké až třicet metrů. Objem zadržované vody má hodnotu 26 000 000 m3 V současné době jezero zajišťuje asi 30 % potřeby vody pro metropoli Kosova; kromě toho slouží pro potřeby rybolovu a turistiky.
V roce 2010 byla v rámci spolupráce mezi Českou republikou a Kosovem vybudována čistička odpadních vod v blízkosti jezera.